# Heimatschutzarchitektur

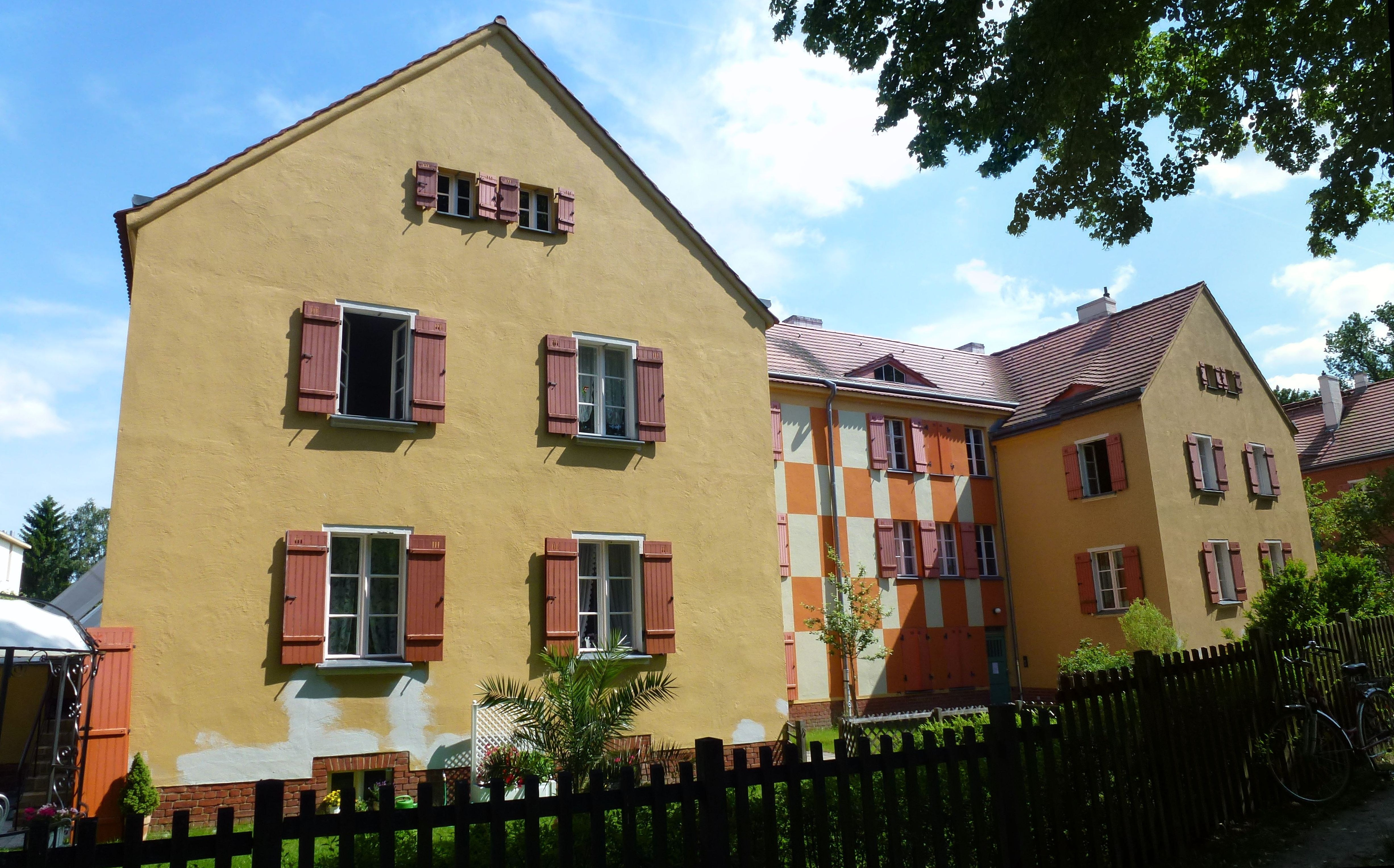
Gartenstadt Falkenberg („Tuschkastensiedlung“) von Bruno Taut in Berlin, 1913–1916, Welterbestatus

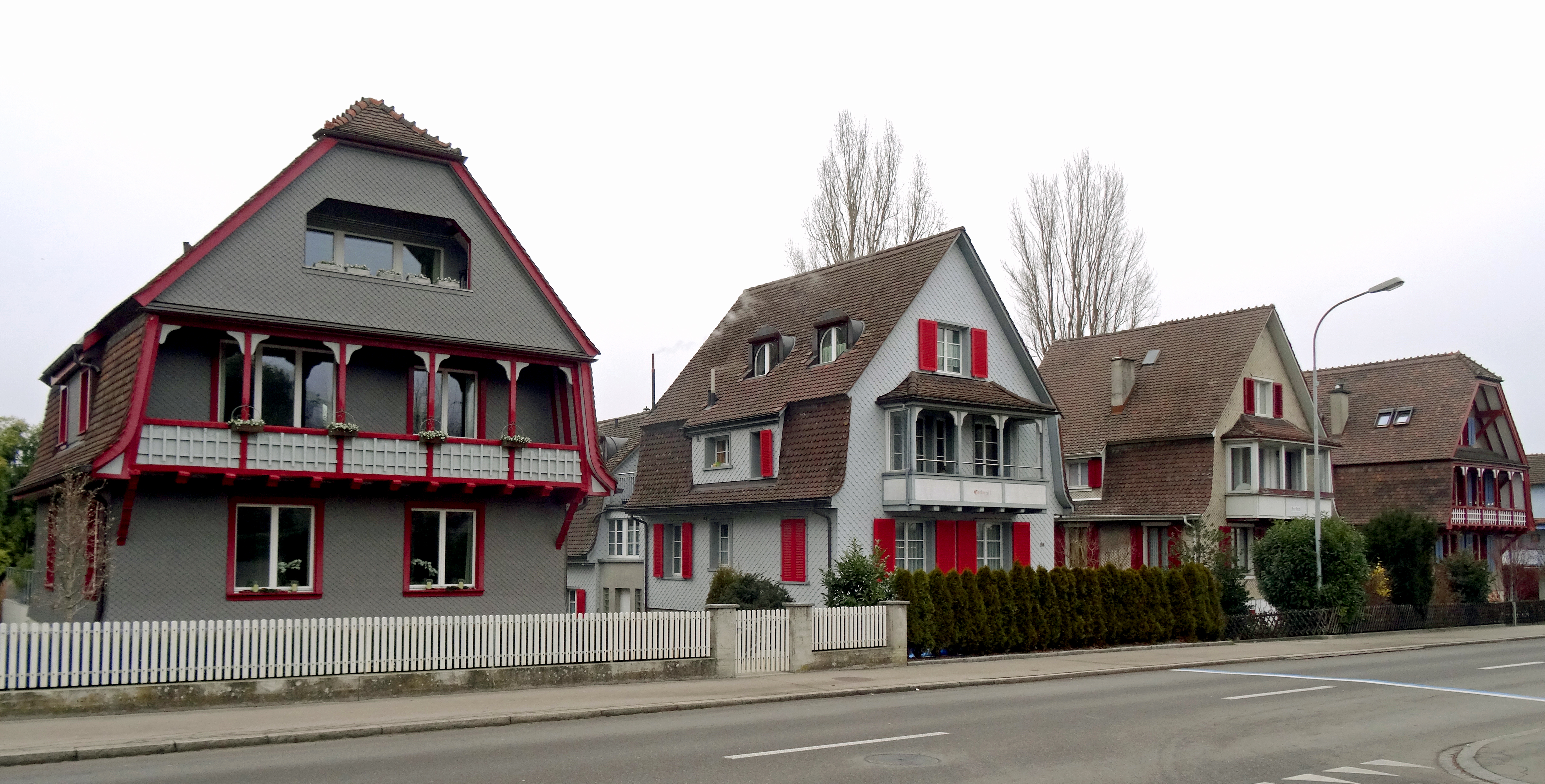
Häuser in Steckborn, Kanton Thurgau, Schweiz

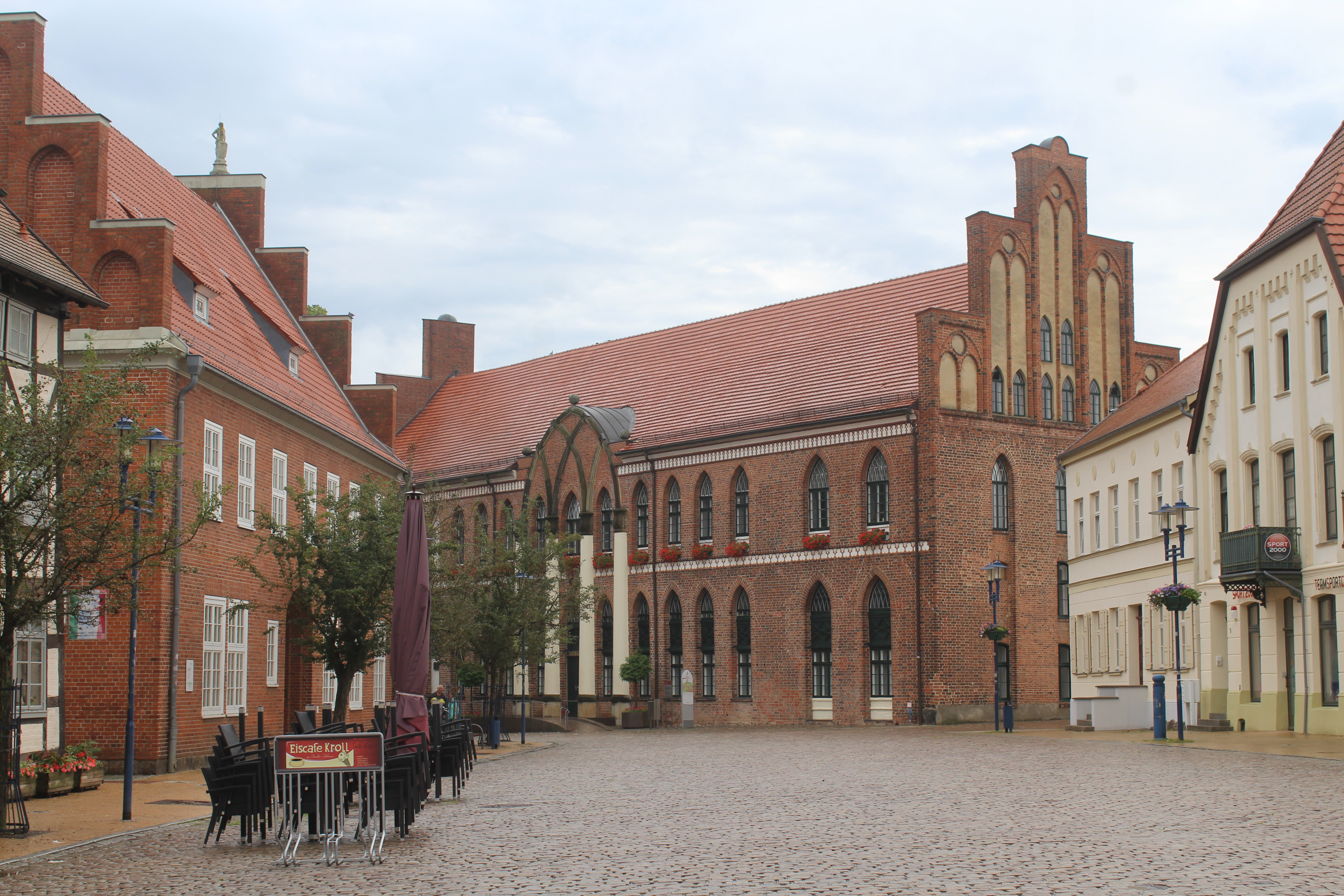
Schuhmarkt Nr. 8 (Parchim), links mit Staffelgiebel. Es wurde besonders auf eine harmonische Ensemblewirkung mit dem Rathaus (mittig) geachtet.

Die Heimatschutzarchitektur beziehungsweise der Heimatschutzstil oder Heimatstil (letztgenannter Begriff ist nicht zu verwechseln mit Heimatstil im Sinne des Späthistorismus) ist ein Architekturstil der architektonischen Moderne, der 1904 erstmals beschrieben wurde und bis in die späten 1950er Jahre seine Blüte hatte. Wesentliche Arbeitsfelder waren Siedlungsbau, Hausbau, Gartenkunst, Industriebau, Kirchenbau und Denkmalpflege.

## Ziel und Kennzeichen
Der Heimatschutzstil oder Heimatstil war „eine auf lokalen und regionalen Bautraditionen wurzelnde, Historismus und Jugendstil überwindende Baukunst auf dem Weg zur Moderne“. In seiner Abwendung vom bislang dominierenden, das „Fremde“ kopierenden Historismus verstand er sich als Reformstil. Äußerlich kennzeichnende Teile oder Elemente sind Verwendung ortsüblicher Baumaterialien (in Norddeutschland z. B. Backstein, im Alpenraum Holz) und, im Gegensatz zum Historismus, ein Verzicht auf verzierende Attribute, die ältere Baustile detailgetreu nachahmen. Elemente traditioneller Architektur, wie Rundbögen oder Säulen, konnten in reduzierter Form zur Anwendung kommen.
Alle neuen Bauwerke sollten sich harmonisch in die sie umgebende Kulturlandschaft einfügen. Zwei zentrale architektonische und stadtplanerische Aufgaben, die im Sinne des Heimatschutzes ausgeführt wurden, waren der Wiederaufbau der von der russischen Armee zerstörten Ortschaften in Ostpreußen (sogenannte Ostpreußenhilfe, beispielsweise für Stallupönen oder Gerdauen) noch während sowie nach dem Ersten Weltkrieg, sowie der Aufbau eines dichten Netzes von Reichspostämtern in Bayern. Obwohl die Gebäude sich in ein traditionelles Umfeld einbetten wollen, bestechen sie häufig durch ihre Größe und Stilreinheit.
Eng verwandt mit der Heimatschutzarchitektur Deutschlands, Österreichs und der Schweiz ist die Wiederaufbauarchitektur (Wederopbouwarchitectuur) Belgiens nach dem Ersten Weltkrieg (Paradebeispiele sind die Stadtzentren von Ypern und Diksmuide) sowie die Architektur der nordischen Nationalromantik (Paradebeispiel ist das Stockholmer Rathaus).

## Historische Entwicklung und Verbreitung
1904 gründete sich in Dresden der Deutsche Bund Heimatschutz. Sein Schwerpunkt lag vor allem im Bereich der Architektur, insbesondere der Baupflege, mit dem Ziel, die alte Formensprache wiederaufzunehmen und traditionelle Bauweise und Handwerk zu fördern. In sozialistischen Ländern folgte der kleinteilige Wohnungsbau unter Josef Stalins Einfluss häufig Motiven des Heimatstils, während Großbauten im neoklassizistischem Stil errichtet wurden. Auch in der Zeit des Nationalsozialismus wurde eine oft stark vereinfachte Heimatschutzarchitektur bevorzugt, vor allem im Bereich des Wohnbaus. Im Siedlungsbau wurden meistens einheitliche Normbauten errichtet, die allenfalls in der spärlichen Dekoration, Materialität oder der Formgebung von Dächern und Fenstern regionale Elemente besaßen. Repräsentative öffentliche Bauten wurden hingegen im Stil des monumentalen Neoklassizismus ausgeführt.
Nach 1945 verringerte sich die Bedeutung dieses Baustiles, zum einen weil das Handwerk sich durch die ausbreitende Bauindustrie verkleinerte, zum anderen wegen Fortschritten in der Bautechnik und in der Folge neuer Formsprachen der Architektur. Eine späte Politisierung erfuhr der Heimatschutzstil im Nachkriegswettbewerb um Planungsaufträge und die Besetzung öffentlicher Ämter. So erschien er manchen Stadtplanern nicht klar von Bauweisen abgrenzbar, die von Nationalsozialisten wie Hanns Dustmann favorisiert worden waren. Dabei stehen Teile der Heimatschutzarchitektur eher dem Backsteinexpressionismus Fritz Högers nahe, der zwischen 1933 und 1945 kaum noch Aufträge erhielt. Noch bis etwa 1960 entstanden dennoch verschiedene Ensembles im Heimatschutzstil, wie etwa der Freudenstädter Marktplatz von 1950 und der Prinzipalmarkt in Münster, der zwischen 1947 und 1958 regionaltypisch und an das zerstörte Original angelehnt, aber nicht originalgetreu wiederaufgebaut wurde. In den Altstädten von Nürnberg und Würzburg wurde nach starker Zerstörung im Zweiten Weltkrieg der Ansatz regionaltypischer Neubauten gewählt, man baute kleinteilige und in Materialien und Dachgestaltungen am Zerstörten orientierte Neubauten. Der Aufbau ostdeutscher Städte in der jungen DDR der 1950er erfolgte häufig in Formen der Heimatschutzarchitektur.
In der Schweiz unterscheidet man mehrere Phasen des Heimatstils. Nach der ersten Phase, die bis zum Ersten Weltkrieg dauerte, kehrte er in den 1920er-Jahren als „Zweiter Heimatstil“ und in den 1940er-Jahren als „Landistil“ in jeweils modifizierten Neuauflagen zurück. Auch der „Regionalismus“ der Gegenwart gründet im Heimatstil.

## Vertreter des Heimatschutzstils

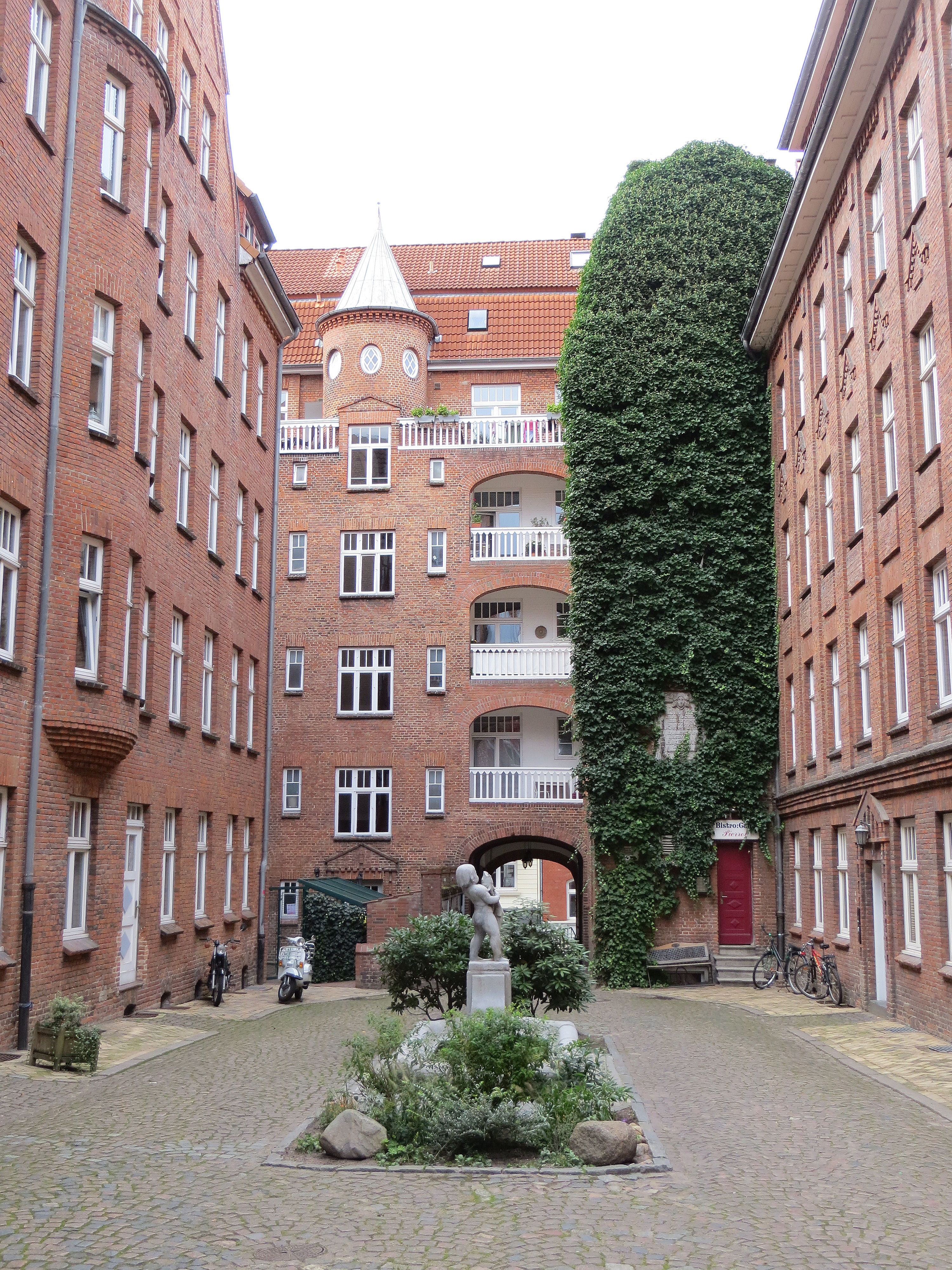
Burghof in Flensburg, ein Innenhofkomplex mit Burgcharakter und historisierender Wirkung von Paul Ziegler aus dem Jahr 1909/1910

- Josef Anton Albrich
- Albert Boßlet
- Otto Bubenzer
- Adalbert Erlebach
- Roderich Fick
- Theodor Fischer
- Hans Foschum
- Karl Gruber
- Peter Klotzbach
- Rudolph Lempp
- Alfred Lichtwark
- Stephan Mattar
- Architekturbüro Mattar & Scheler
- Hermann Muthesius
- Ernst Prinz
- Heinrich Renard
- Hans Roß
- Paul Schmitthenner
- Julius Schulte-Frohlinde
- Paul Schultze-Naumburg
- Ludwig Schweizer
- Heinrich Tessenow
- Johann Theede
- Hugo Wagner
- Paul Ziegler

## Bauwerke
Siehe auch: Liste von Bauwerken des Heimatschutzstils in Österreich
- St. Michael (Blumenfeld)
- Görzsiedlung in Mainz
- Kochenhofsiedlung in Stuttgart
- Kreissparkasse in Schwäbisch Hall
- Pfarrkirche Baden-St. Christoph in Baden (Niederösterreich)
- Pfarrkirche Unsere Liebe Frau in Velden am Wörther See
- Rainerkaserne in Elsbethen
- Rathaus in Hechingen
- Stadtzentrum von Freudenstadt
- Wohngebiet Südvorstadt in Pirna (errichtet 1935–1938)
- Verwaltungsgebäude Marktplatz 6 in Düsseldorf (errichtet 1952–1956)
- Hellerau bei Dresden
- Villa Klamroth in Halberstadt

## Weitere Beispiele

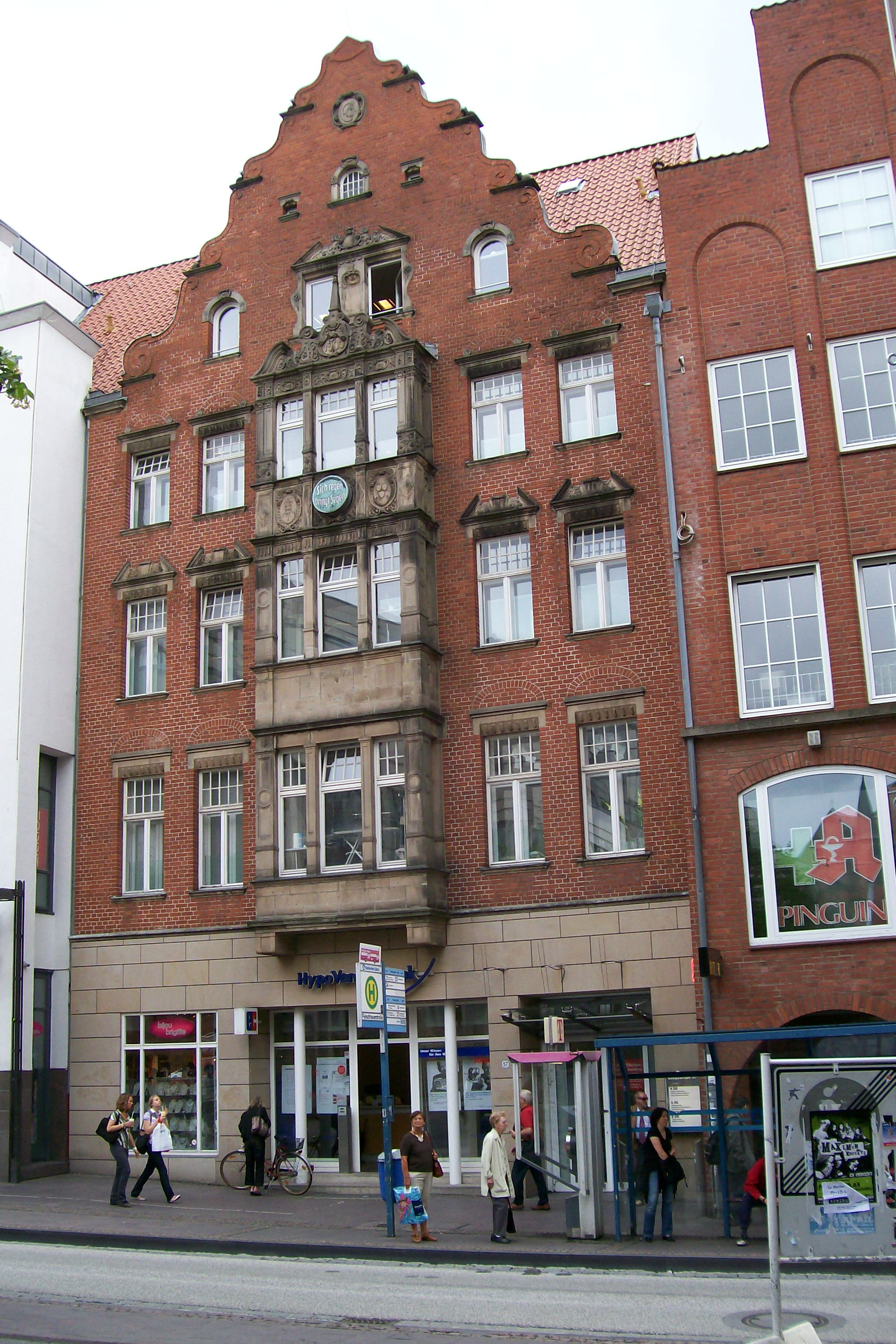
Haus Königstraße 57 in Lübeck
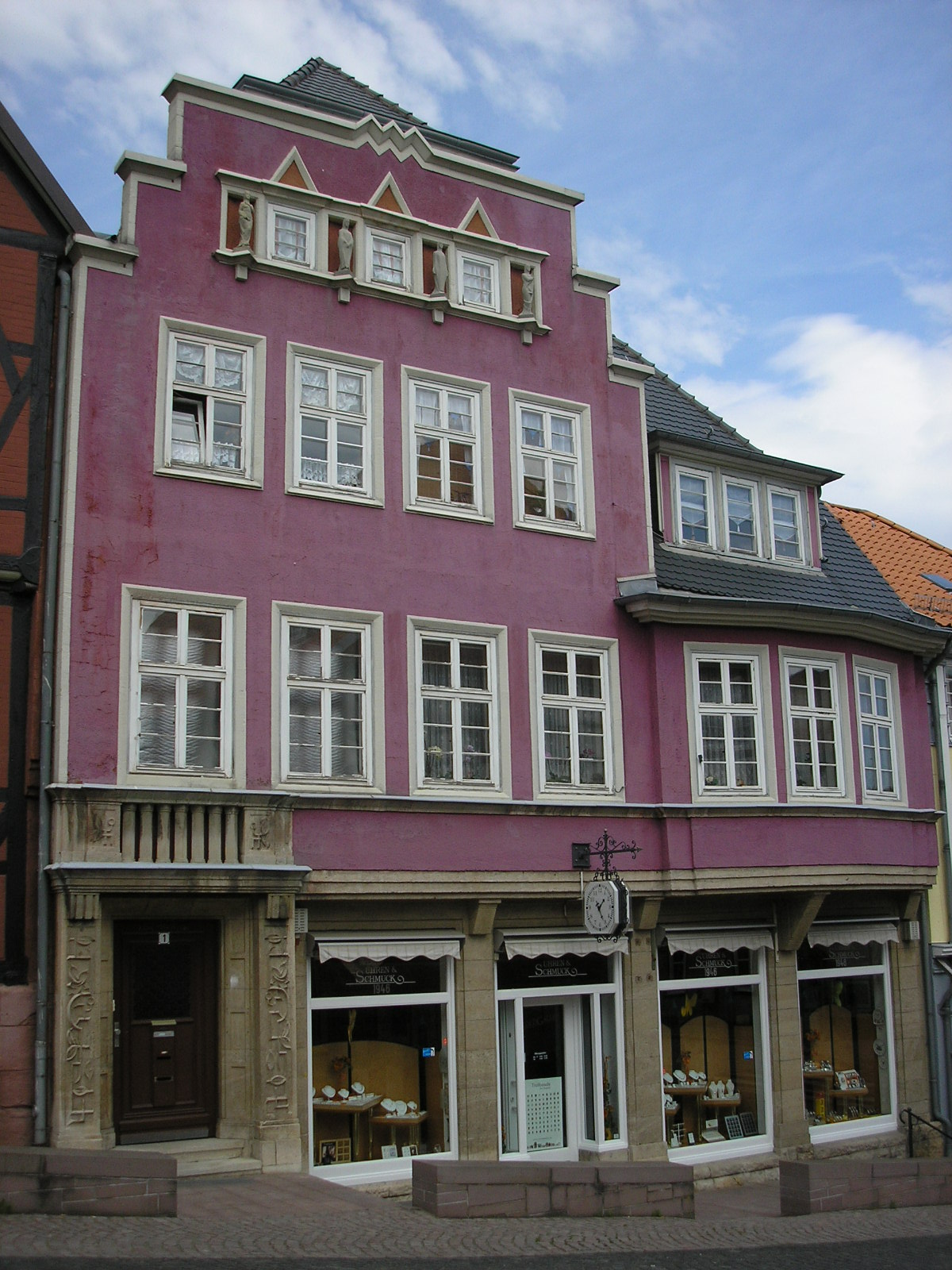
Wohnhaus in der Altstadt von Heiligenstadt, Thüringen
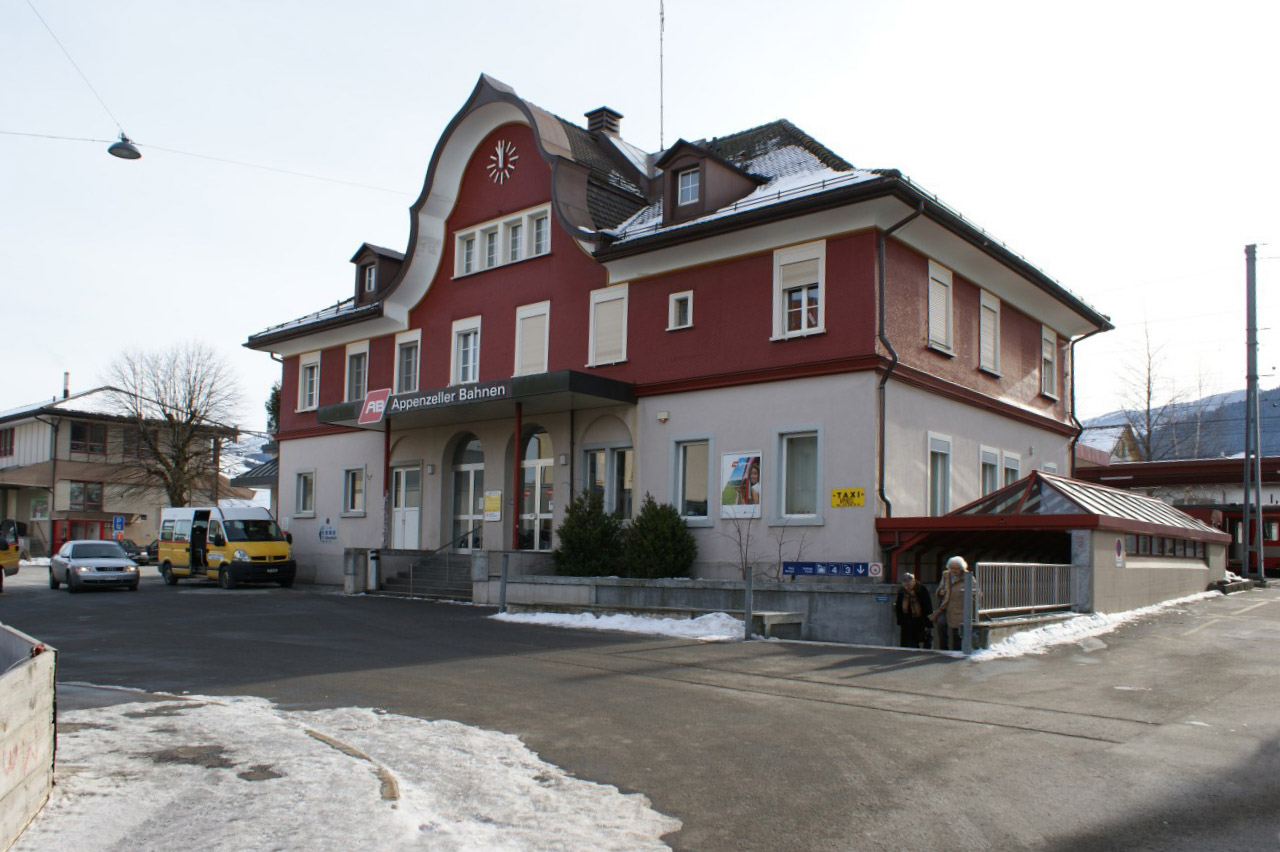
Bahnhof Appenzell, Schweiz
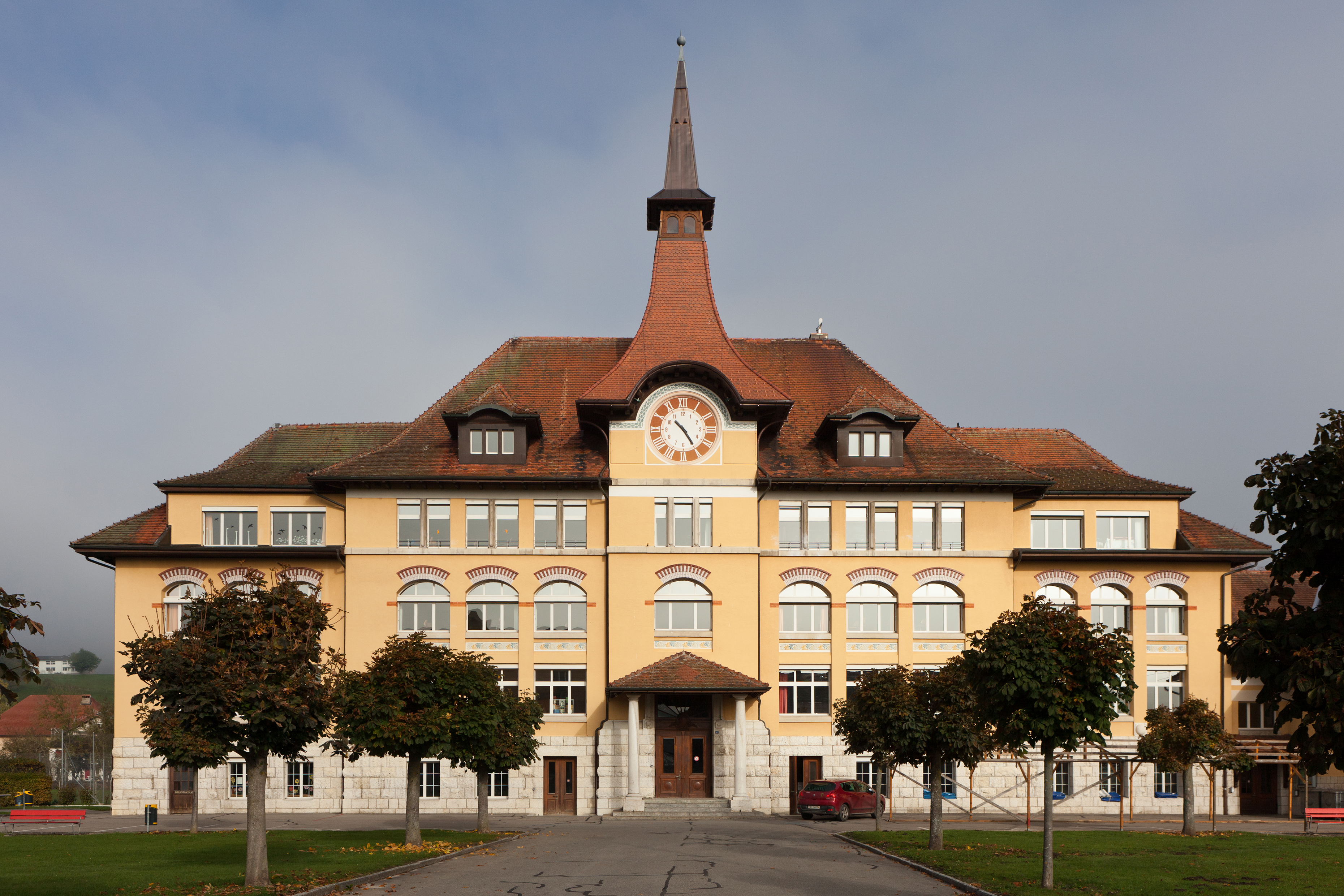
Schulhaus von Courtelary, Kanton Bern, erbaut 1908
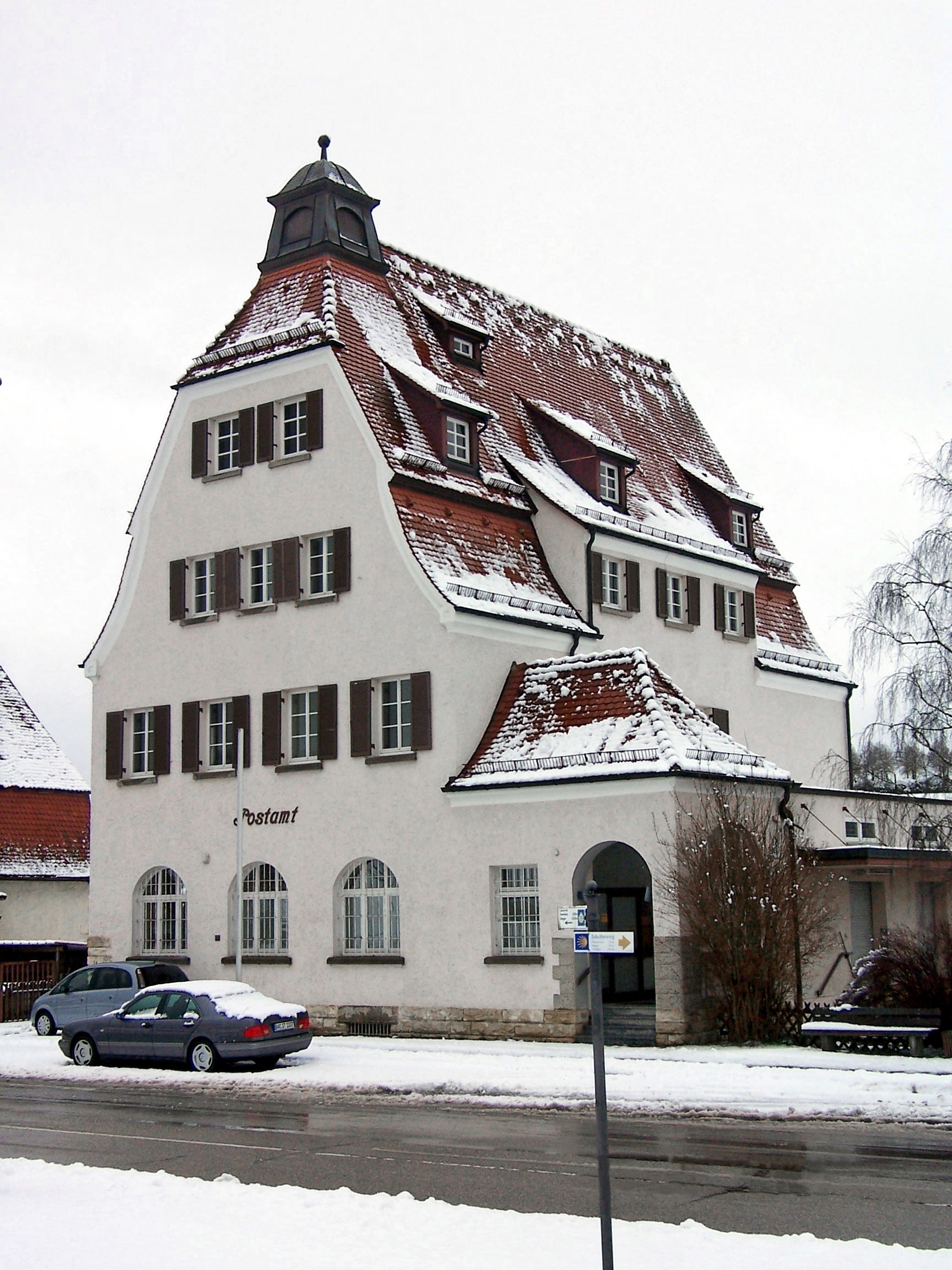
Das Postamt Neresheim von 1911, Baden-Württemberg
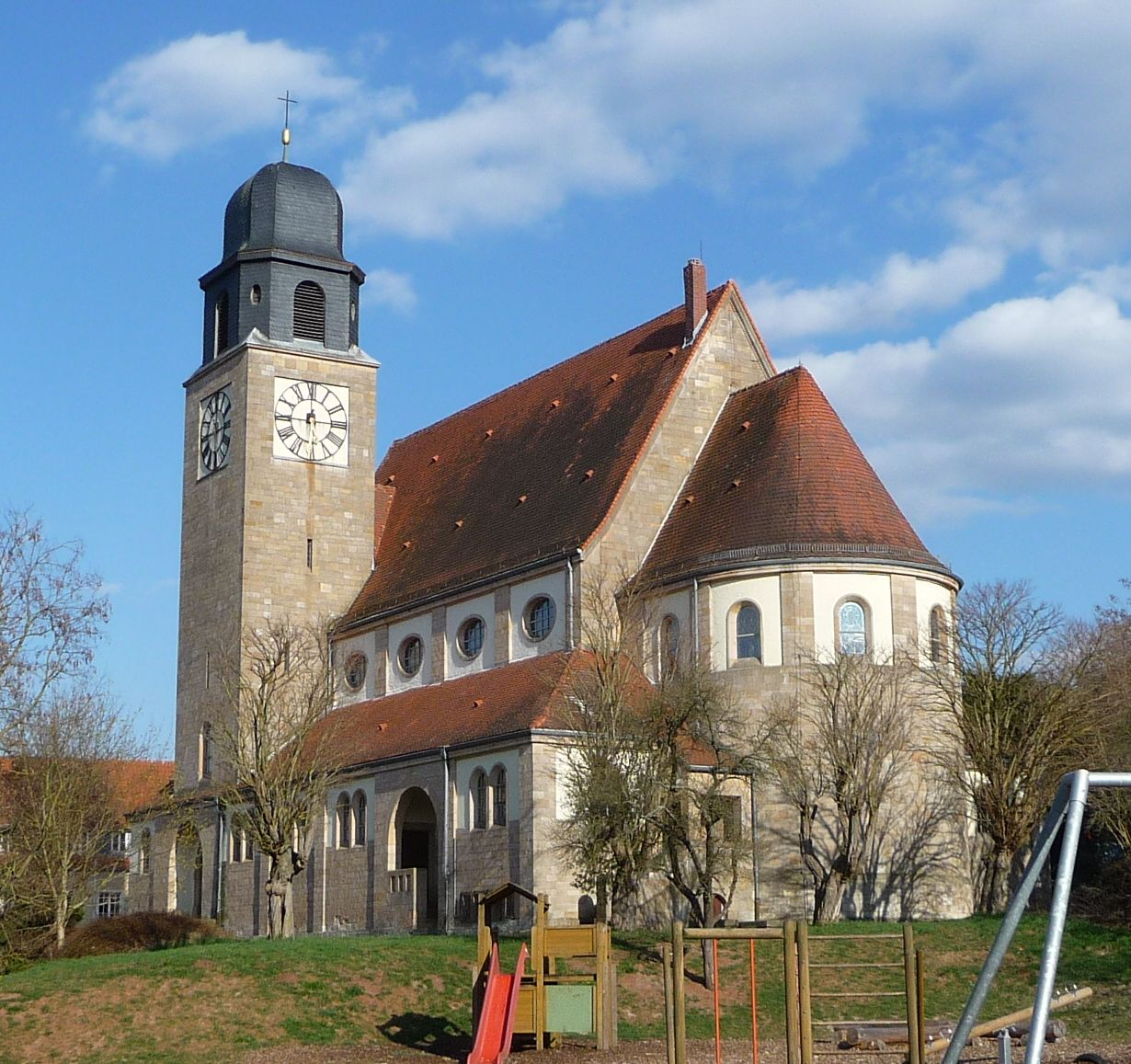
Kirche Mariä Himmelfahrt in Ramsen (Pfalz), von Albert Boßlet, 1912
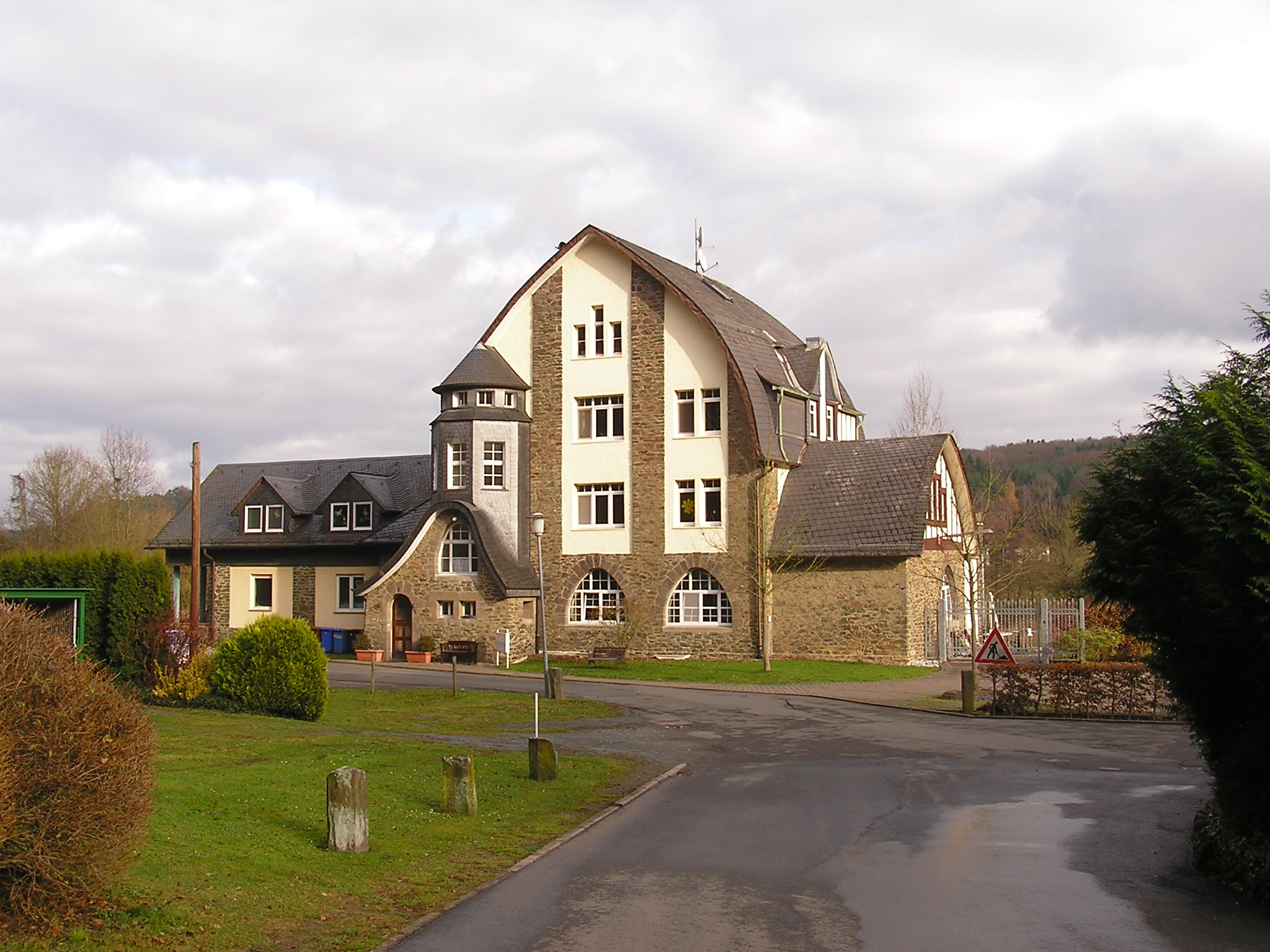
Bahnhof Braunfels-Oberndorf, Solms, Hessen, erbaut 1912–1913 mit Zollingerdach
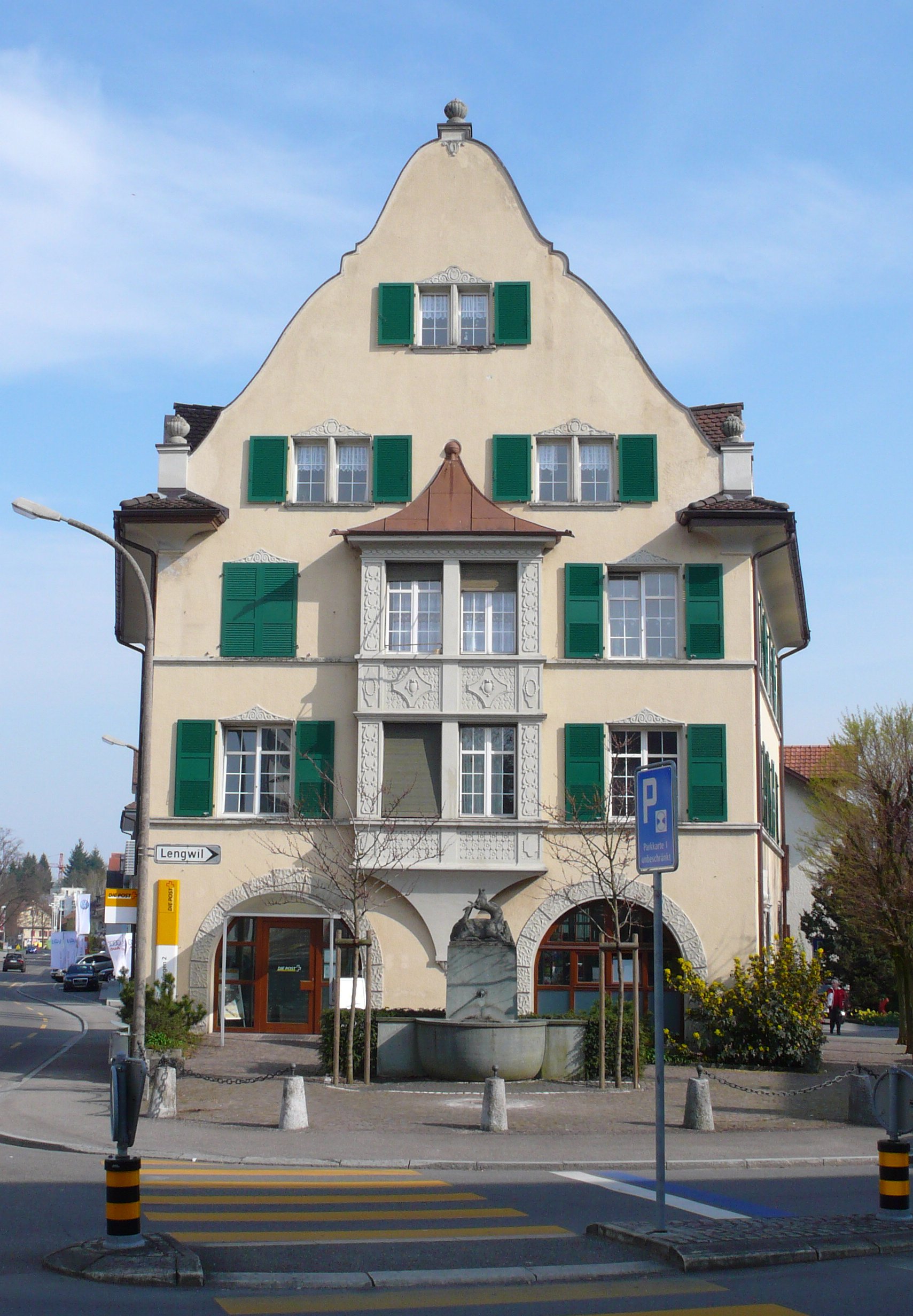
Die „Hirschenpost“ in Kreuzlingen, Kanton Thurgau, erbaut 1919/1920
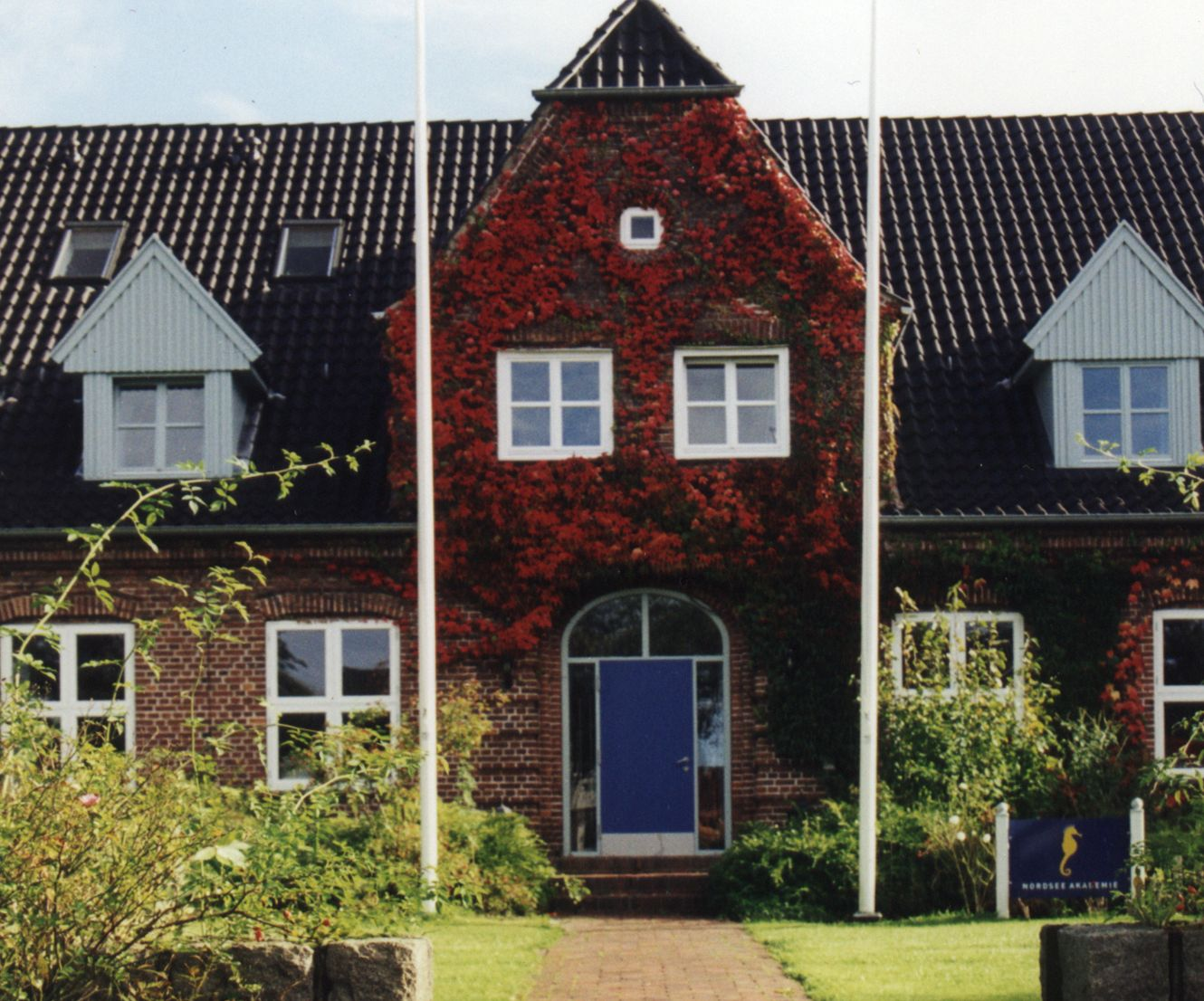
Die Nordsee Akademie in Leck, Nordfriesland, erbaut 1923
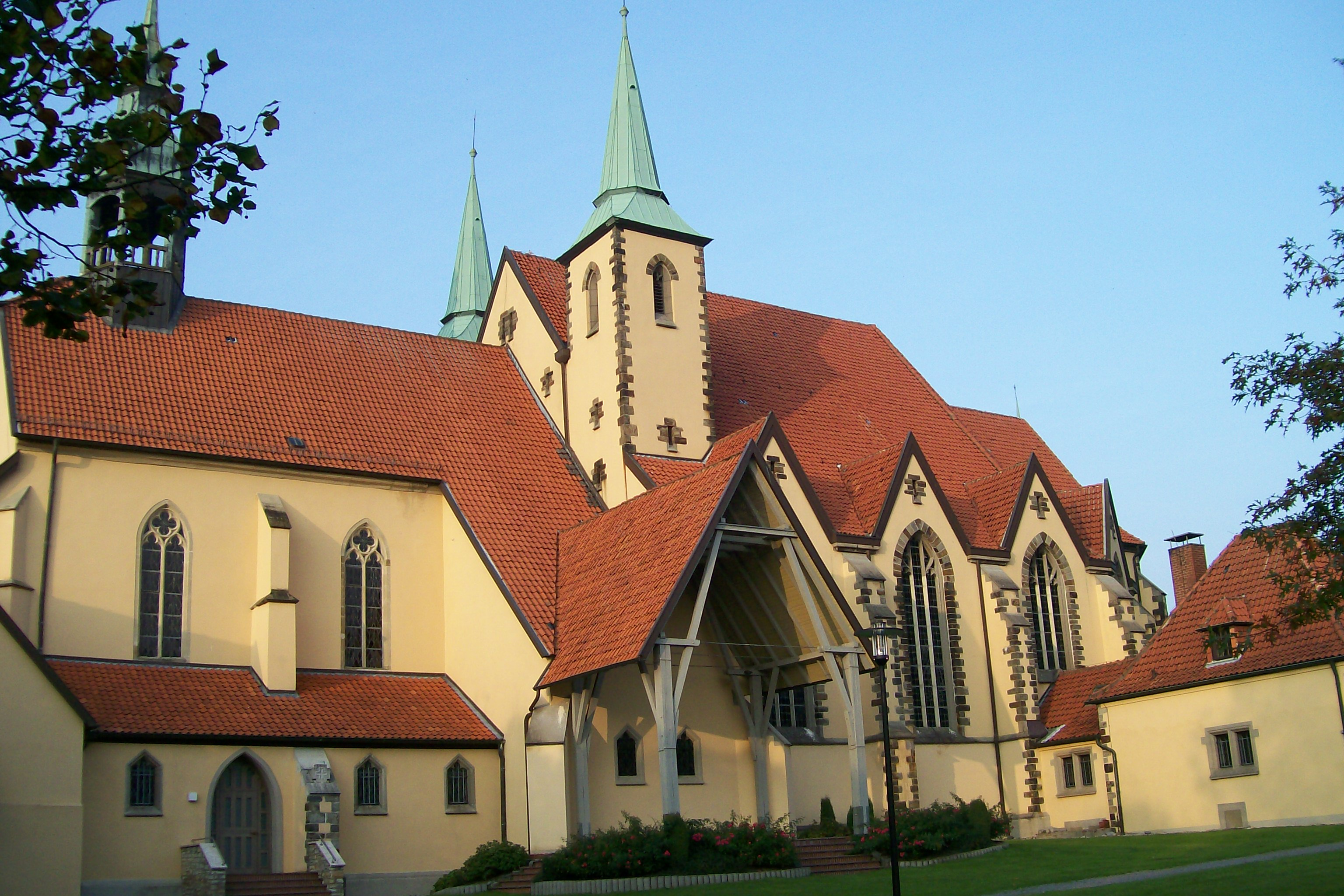
Kirche des ehemaligen Klosters Rulle in Wallenhorst-Rulle, Niedersachsen, 1927 bis 1930 erbaut
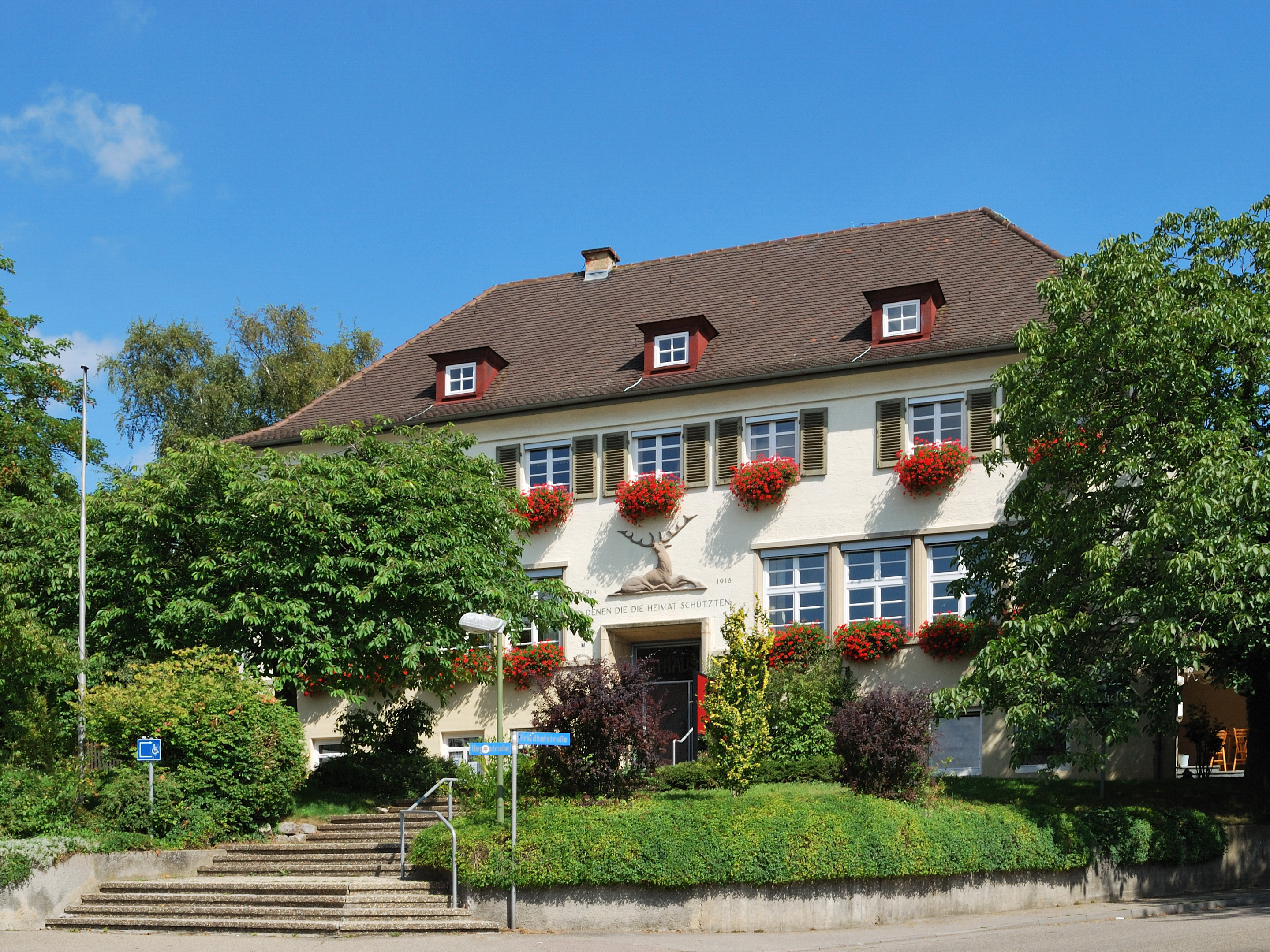
Rathaus in Hirschlanden (Ditzingen), Baden-Württemberg, erbaut 1930
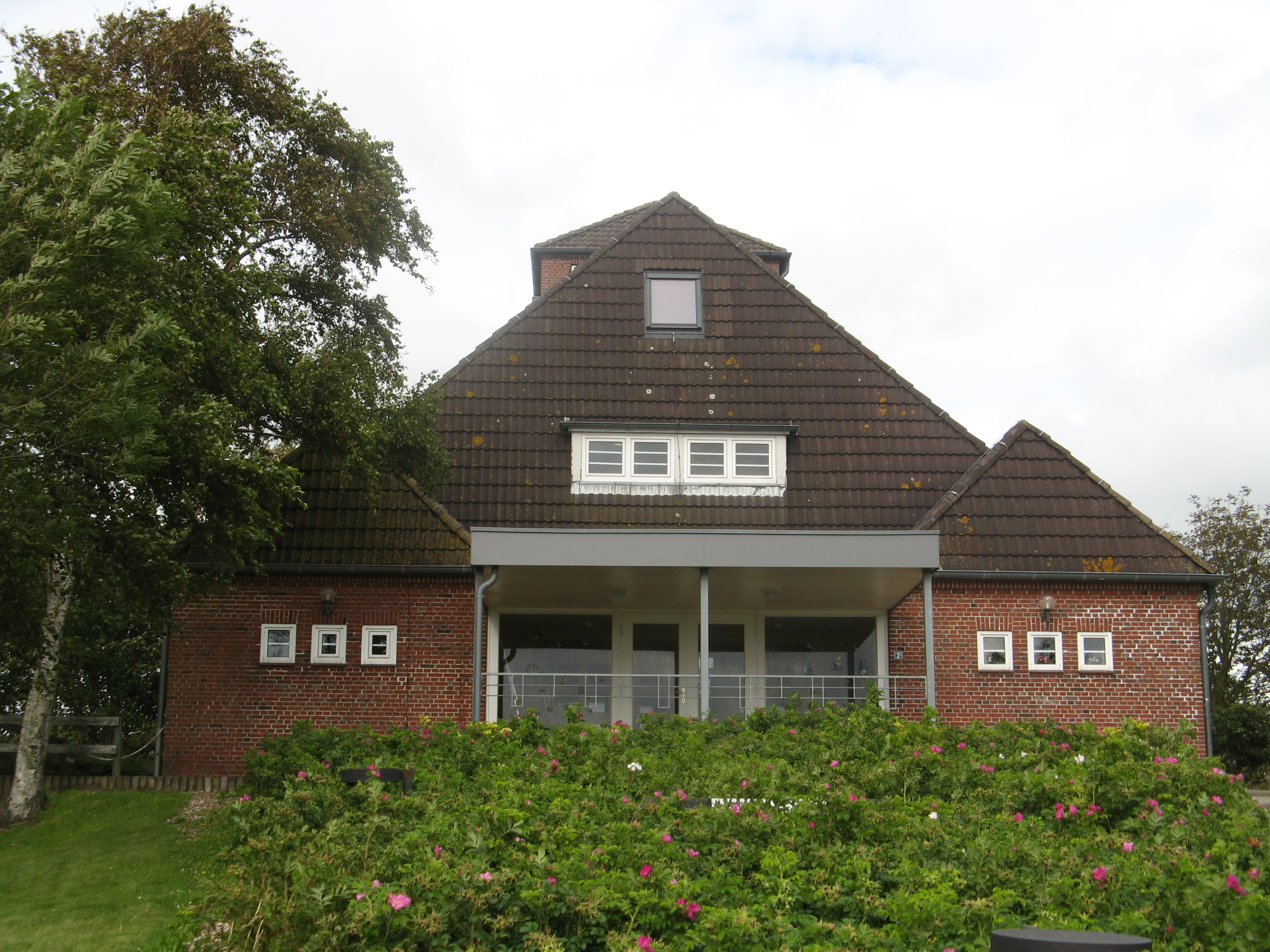
Die Neulandhalle auf dem Dieksanderkoog, Schleswig-Holstein, 1935 in der Form eines Haubargs gebaut
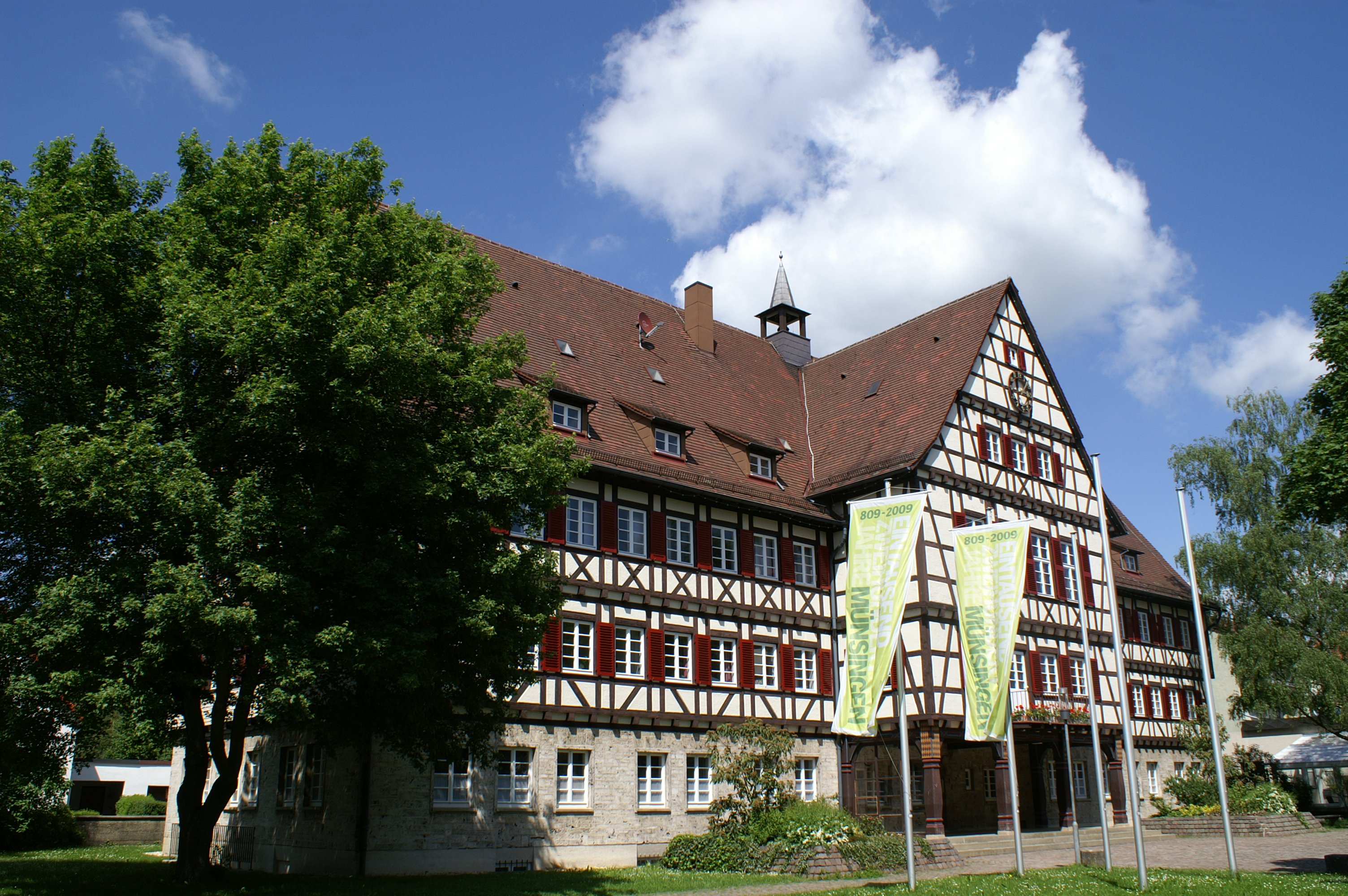
Neues Rathaus in Münsingen (Württemberg) von 1935–1937
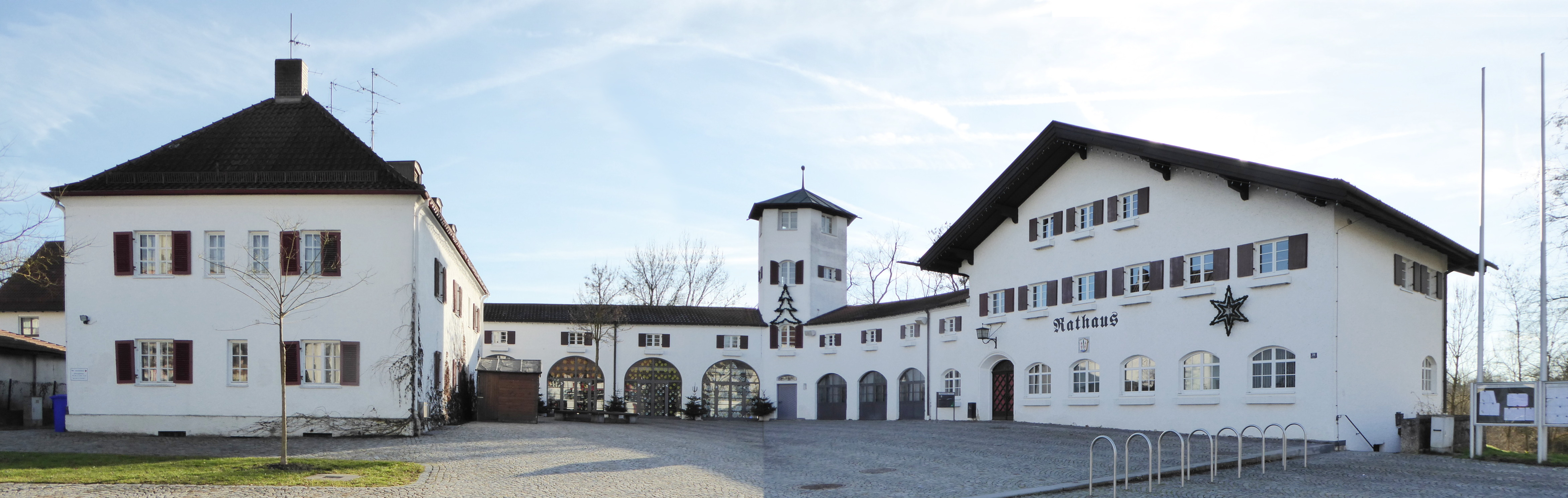
Rathaus Töging am Inn, 1938
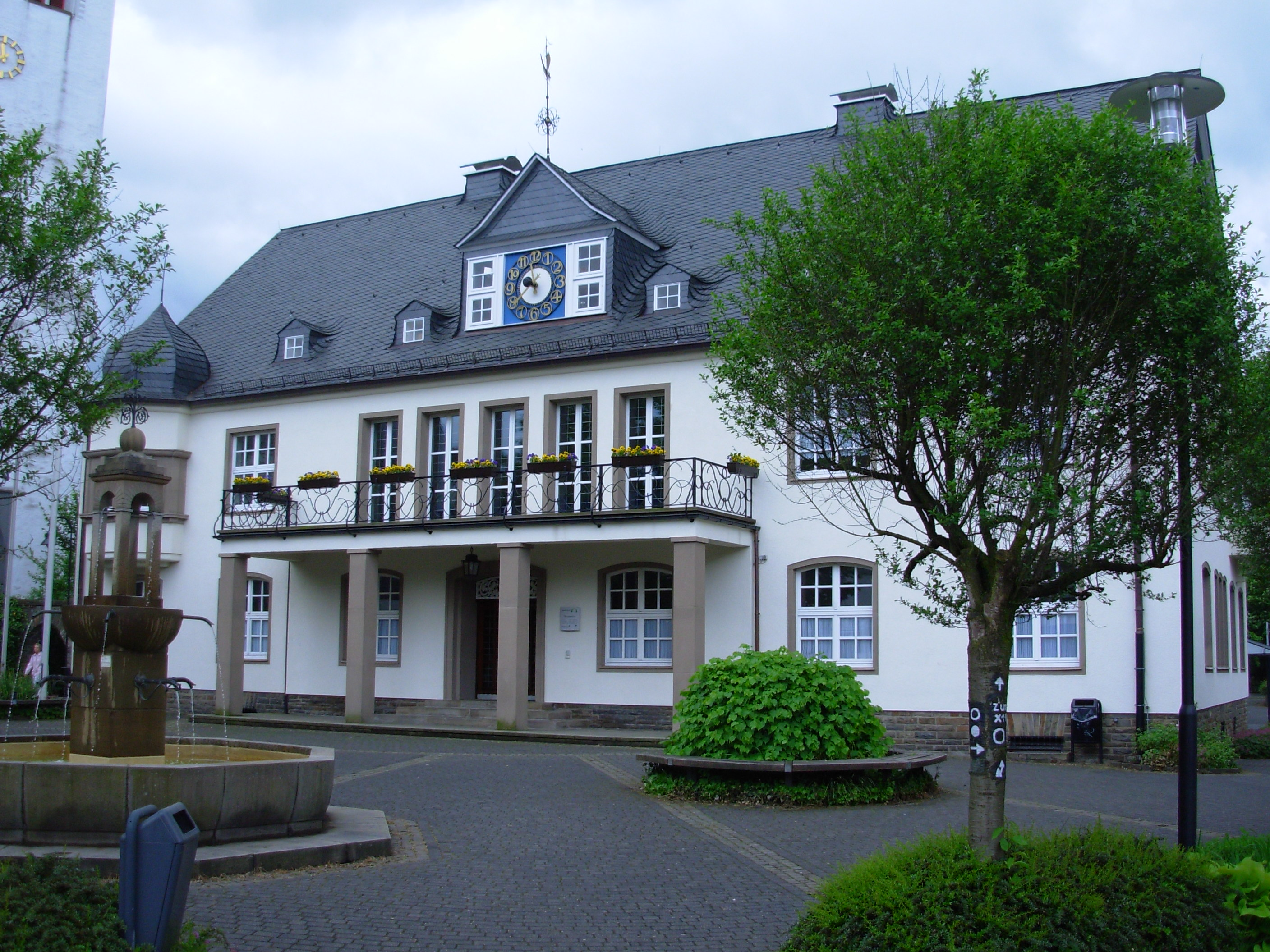
Rathaus von Wiehl (Nordrhein-Westfalen), Peter Klotzbach, 1939
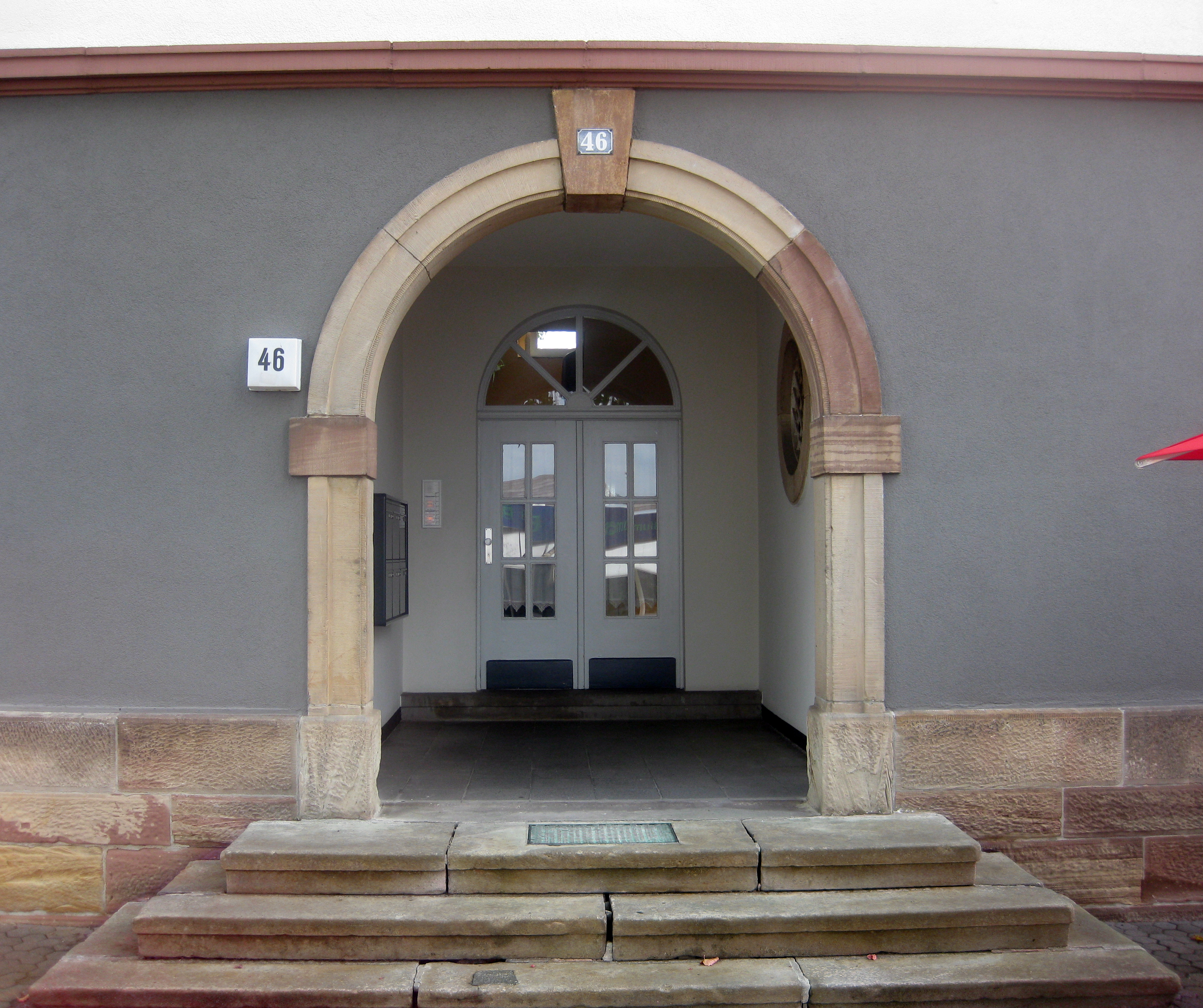
Klassizistisch anmutender Hauseingang in der Siedlung in Lohfelden, Hessen
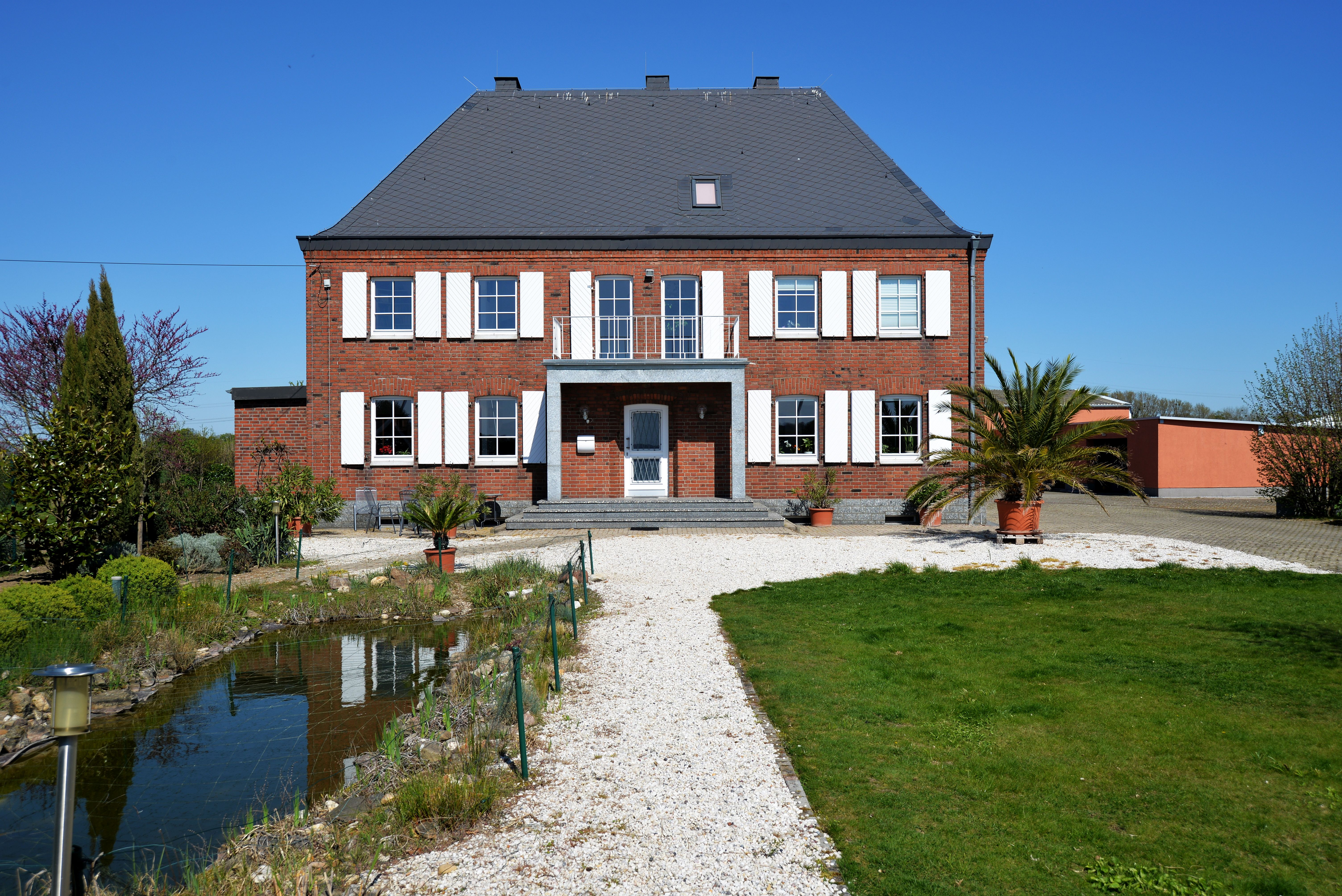
Haus Brühl in Jülich, Stadtteil Merzenhausen, errichtet 1948/49
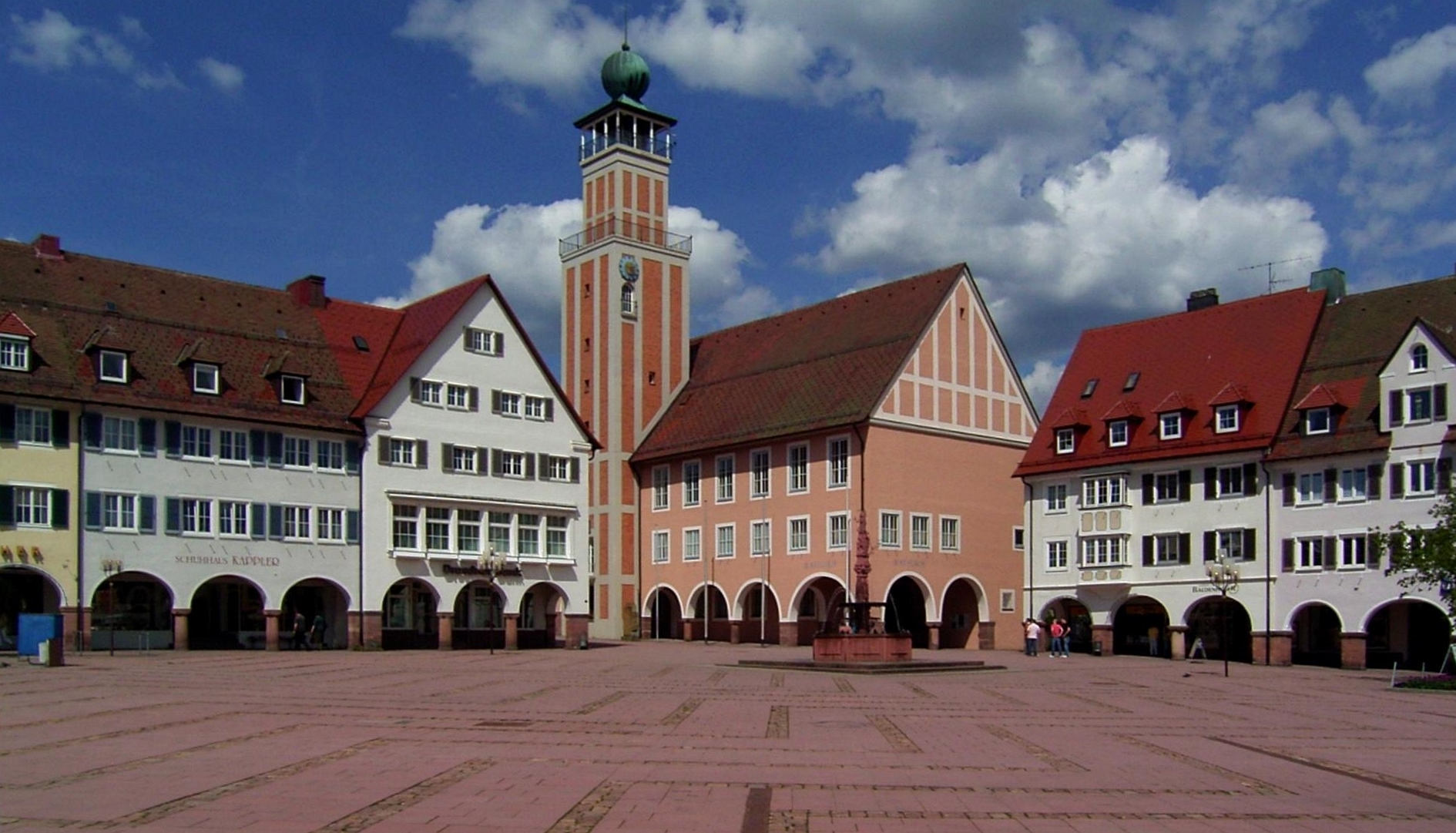
Marktplatz von Freudenstadt, Baden-Württemberg, von 1950